# BM Valladolid
BM Valladolid (pełna nazwa: Club Balonmano Valladolid); inna nazwa: Recoletas Atlético Valladolid, męski klub piłki ręcznej z Hiszpanii. Powstały w 1975 roku w Valladolid. Klub występował w hiszpańskiej Liga ASOBAL.

## Sukcesy
- Mistrzostwo Hiszpanii:
- Puchar króla:  (2x) 2005, 2006
- Puchar Ligi ASOBAL:  (1x) 2003
- Finalista Pucharu EHF:  (1x) 1999
- Finalista Pucharu Challenge:  (1x) 2000
- Puchar Zdobywców Pucharów:  (1x) 2009
- Finalista Pucharu Zdobywców Pucharów:  (2x) 2004, 2006